# Platja d'en Ballesta
La platja d'en Ballesta, o platja de s'Alqueria Petita, és una platja del municipi de Cadaqués (Alt Empordà) situada a la petita badia de Racó des Moro, on també hi ha la platja de s'Alqueria Gran, al nord de la localitat de Portlligat, en una zona mínimament urbanitzada, a 2 km del centre de Cadaqués. Orientada a l'est sud-est, té una longitud de 30 m i una amplada mitjana de 7 m, formada per sorra gruixuda i còdols. Resguardada i solitària, normalment presenta aigües tranquil·les, fins i tot quan bufa la tramuntana.
El nom de la platja fa referència al cognom del que fou rector local i propietari d'una vinya propera.